# Benjamin Goldwasser

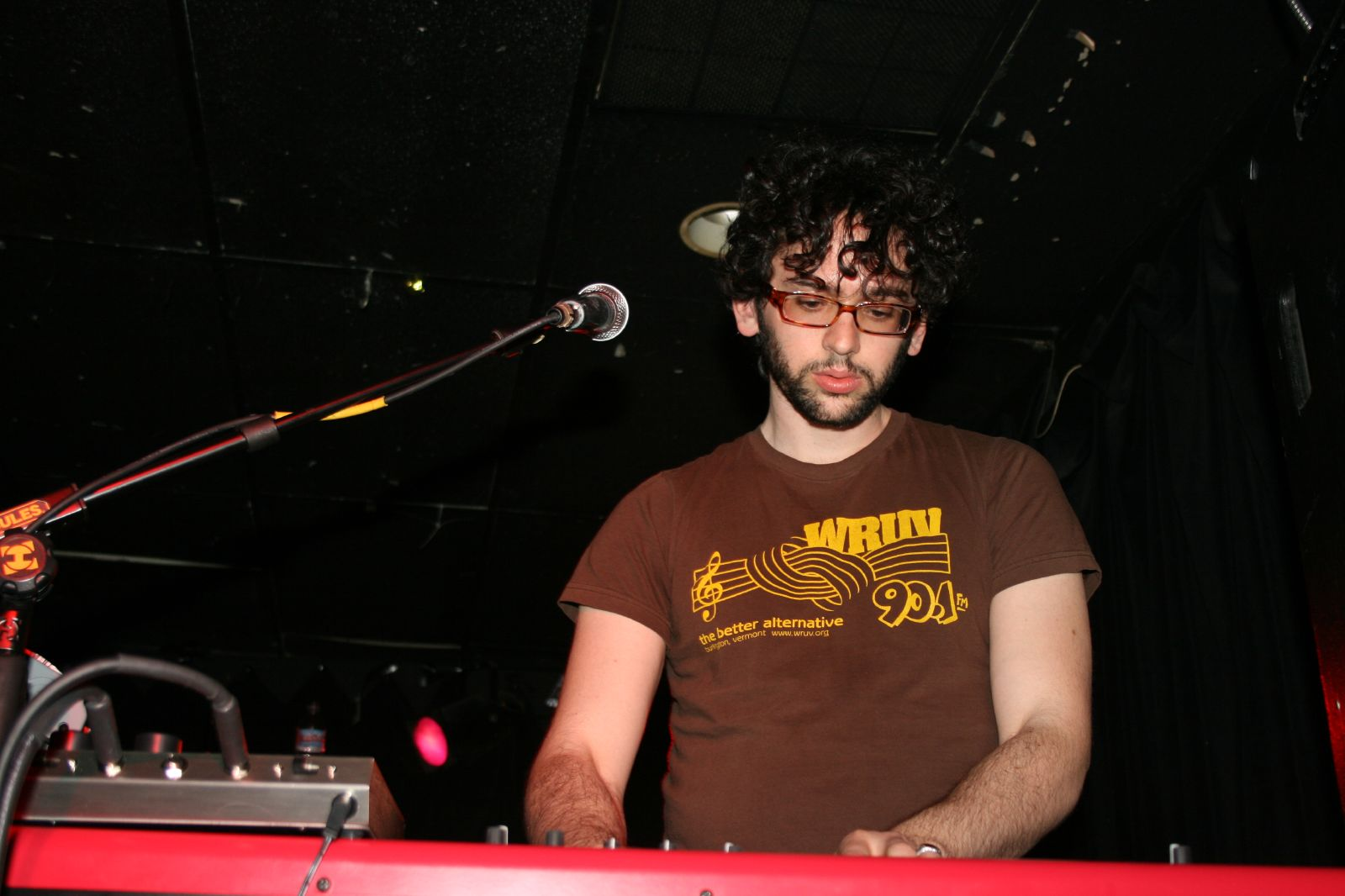
Ben Goldwasser bei einem Auftritt von MGMT, 2008

Benjamin Nicholas Hunter Goldwasser (* 17. Dezember 1982) ist ein US-amerikanischer Songwriter und Musiker der Psychedelic-Rock-Band MGMT, für die er hauptsächlich Keyboard spielt und singt. Im Jahr 2009 gewann der gemeinsam mit Bandkollege Andrew VanWyngarden geschriebene und von der französischen Band Justice geremixte Song, ‚Electric Feel‘, einen Grammy Award in der Kategorie Grammy Award for Best Remixed Recording, Non-Classical. Im Jahr 2010 wurde Goldwasser mit MGMT für einen Grammy als Best New Artist und Grammy Award for Best Pop Performance by a Duo or Group with Vocals nominiert.